# 近藤しづか
近藤 しづか（こんどう しづか、1984年10月10日 - ） は、日本のファッションモデル。166センチメートル、82-58-82。千葉県出身。“しづまる”の愛称がある。生年月日は栗山千明と同じ。

## 来歴
千葉県に出生。青山学院大学文学部英米文学科卒業。
小学4年生からイタリアのミラノに住む。中学、高校はインターナショナルスクールに通う。8年間のイタリア在住経験もあって語学堪能。
2004年、青山学院大に入学。同年、大学の構内で雑誌『CanCam』からスカウトを受け読者モデルへ。
ミス青学のグランプリになった小川友佳らと、キャンパスパーク発行『TiaraGirl』の創刊号カバーガールを務めた。
2006年にはワールド・ミス・ユニバーシティ・コンテストに出場し日本大会でグランプリを獲得した。続けて韓国で開催された世界大会にも出場、審査員特別賞を獲得した。
2007年から『CanCam』の専属モデルとなっている。2013年から『AneCan』の専属モデルとなっている。
2020年9月、12年間所属したパールを退社した。

## 広告塔
ハイアット・リージェンシー・ワイキキから日本人初のイメージモデル起用を受けた（2010年）。2012年にはアジア最大級の食料ならびに飲料の専門展示会『FOODEX JAPAN 2012』内の企画『FOODEX 美食女子』の公式サポーターに就任。同年3月に就任式やトークショーを千葉の幕張メッセで実施した。2013年にも継続してこの役を担っている。2015年にはミラノ国際博覧会日本館 サポーター就任。

## 自炊モデル
得意の料理を活かして2010年頃から3つの料理学校に通いフードコーディネーターの資格を取得。『CanCam』誌上で“自炊モデル”として親しまれている。「タンブラーランチ」を考案し、話題沸騰。2011年の暮れには自身初の料理連載『Weeklyレシピ』をモデルプレスに始動。料理関係ではさらに、NHKワンセグ『楽ごはん』への出演や、農林水産省『めざましごはんキャンペーン』でのレシピ提供、『FOODEX JAPAN』への参画など、フードコーディネーターとしての活動の幅を広げてきた。2012年には“ヘルシーロコモコ”と題した自身の考案メニューがハイアットリージェンシーワイキキホテルのメニューに正式採用。異例の事態として注目を集める運びとなった。

## 出演

### 雑誌
- 『CanCam』（読者モデル：2004年 -  / 専属モデル：2007年4月[24] - 2013年9月号）
- 『AneCan』（専属モデル：2013年10月号 -  / 料理連載「しづか御膳」：2014年2月号 - ）

### テレビ
- 下級生2〜瞳の中の少女たち〜（2004年、テレビアニメ）琴野千穂 役
- オビラジR（2006年、TBS）
- 熱血!平成教育学院（2008年7月、フジテレビ）
- Style/Style（2009年9月8日・15日、テレビ神奈川）
- 恋するソウル（2010年7月4日 - 9月26日、テレビ東京）
- ドクターX〜外科医・大門未知子〜 第5期（2017年10月12日 - 12月14日、テレビ朝日） - 新井祐未
- 特命刑事 カクホの女（2018年）逢沢美冬 役

### その他
- テレビCM：『ベイク』（2009年4月21日 - 、森永製菓）共演：高橋メアリージュン、峰えりか、舞川あいく[25]
- ラジオ：『FamilyMart Sweets Party』（TOKYO FM）レギュラーパーソナリティー[26]
- ラジオ：『押切もえのTOKYO DISCOVERY』（2014年4月6日 - 、文化放送）隔週レギュラー共演：押切もえ
- イベント：『FOODEX JAPAN 2012』（2012年3月6日 - 9日、幕張メッセ）[27]
- ランウェイ：ガールズアワード 2012年春夏[28]
- ファッションデザイン：『Cherry Ann』仁香の監修によるオンラインアパレル通販ウェブサイトで、自身のデザインによるワンピースを2012年8月頃からコラボ展開している。[29]